# Tanjung Hagu
Tanjung Hagu is een bestuurslaag in het regentschap Aceh Utara van de provincie Atjeh, Indonesië. Tanjung Hagu telt 365 inwoners (volkstelling 2010).